# .int
Pour les articles homonymes, voir int.
.int est un domaine de premier niveau commandité réservé aux organisations et aux traités internationaux.
Il fut créé en 1988.
Il a un moment été envisagé de faire migrer le domaine .arpa dans le domaine .int, mais cela est resté sans suite.

## Statistiques d'usage
En janvier 2025, environ 44 000 domaines utilisent l'extension .int.